# Lygistopteroides
Lygistopteroides is een kevergeslacht uit de familie van de boktorren (Cerambycidae). De wetenschappelijke naam van het geslacht werd voor het eerst geldig gepubliceerd in 1971 door Linsley & Chemsak.

## Soorten
Lygistopteroides is monotypisch en omvat slechts de volgende soort:
- Lygistopteroides longipennis (Bates, 1885)